# 富山大學
富山大学（日语：／，University of Toyama）位于富山县富山市五福3190番地的日本国立大学。
富山大学是在1949年，由富山高等学校、富山师范学校、富山青年师范学校、富山药学专门学校、高冈工业专门学校等学校合并而成的，当时设有文理学部、教育学部、药学部、工学部等4学部。1975年，药学部移到新设的富山医科药科大学。
随着国立大学的独立行政法人化，与同县的富山医科药科大学・高冈短期大学等合并。

## 排名
- 萊頓大學世界大學論文引用排名（CWTS）：日本第24名（2014年）[1]

## 历史
- 1873年(明治6年) 以培养教员为目的的“新川县讲习所”成立（后来的教育学部）
- 1875年(明治8年) 改称新川县师范学校
- 1894年(明治26年) 私立的共立药学校成立（后来的药学部），是由富山市的补助金和富山县内多数制药公司的捐款设立的。
- 1898年(明治31年) 根据文部省令，成为富山县立师范学校
- 1910年(明治43年) 共立药学校成为富山县立药学专门学校，同年建成药草园
- 1920年(大正9年) 搬迁至富山市奥田，成为官立富山药学专门学校
- 1923年(大正12年) 为纪念昭和天皇结婚，本地渔船制造商的妻子马场はる子向学校捐献100万日元作为高等学校设立事业费（后来的人文学部、教养学部）。同年，富山县向文部省申请设立公立７年制高等学校，得到批准
- 1924年(大正13年) 官立高冈高等商业学校成立（后来的工学部）。同年，旧制富山高等学校普通科开学
- 1925年(大正14年) 旧制富山高等学校高等科开学
- 1936年(昭和11年) 富山县立青年学校教员培养所成立
- 1943年(昭和18年) 富山县立师范学校升格为专门学校富山师范学校
- 1944年(昭和19年) 富山县立青年学校教员培养所成为富山青年师范学校。同年，废止高冈高等商业学校，改组为高冈工业专门学校
- 1949年(昭和24年) 根据国立学校设置法，合并为富山大学
- 1975年(昭和50年) 药学部分离到富山医科药科大学
- 2004年(平成16年) 根据国立大学法人法，成为国立大学法人
- 2005年(平成17年) 与富山医科药科大学、高冈短期大学合并成新“富山大学”

## 校区
- 五福校区（全学部） 
  - 教育学部附属教育设施在五福校区西北500米处的富山市五艘。以前在高冈市设有工学部，后搬迁至五福校区内。

## 学部・学科
- 人文学部 
  - 人文学科
  - 国际文化学科
  - 语言文化学科
- 理学部 
  - 数学科
  - 物理学科
  - 化学科
  - 数学科
  - 生物学科
  - 地球科学科
  - 生物圏环境科学科
- 教育学部
- 经济学部 
  - 经济学科
  - 经营学科
  - 经营法学科
- 工学部 
  - 电气电子系统工学科
  - 智能信息工学科
  - 机械知能系统工学科
  - 物质生命系统工学科

## 大学院
- 人文科学研究科硕士课程
- 教育学研究科硕士课程
- 经济学研究科硕士课程
- 理工学研究科博士前期课程（理学系专业、工学系专业）
- 理工学研究科博士后期课程

## 研究所
- 地域共同研究中心
- 生涯学习教育研究中心
- 其他

## 其它附属设施
- 教育学部附属设施
- 富山大学附属幼儿园
- 富山大学附属小学校
- 富山大学附属中学校
- 富山大学附属护理学校
- 富山大学附属图书馆
- 『文库』：旧制富山高等学校时代，小泉八云的遗属将其所有书籍捐赠给学校，数量有数千册。
- 黑田讲堂：为充实富山县的高等教育、由富山县出身的实业家黑田善太郎捐款建造的讲堂。

## 著名教授
- 橫山泰行 - 哆啦A梦的权威学者

## 著名校友
- - 演员
- 田中聪 – 纪实文学作家